# Peter Nicolai Arbo

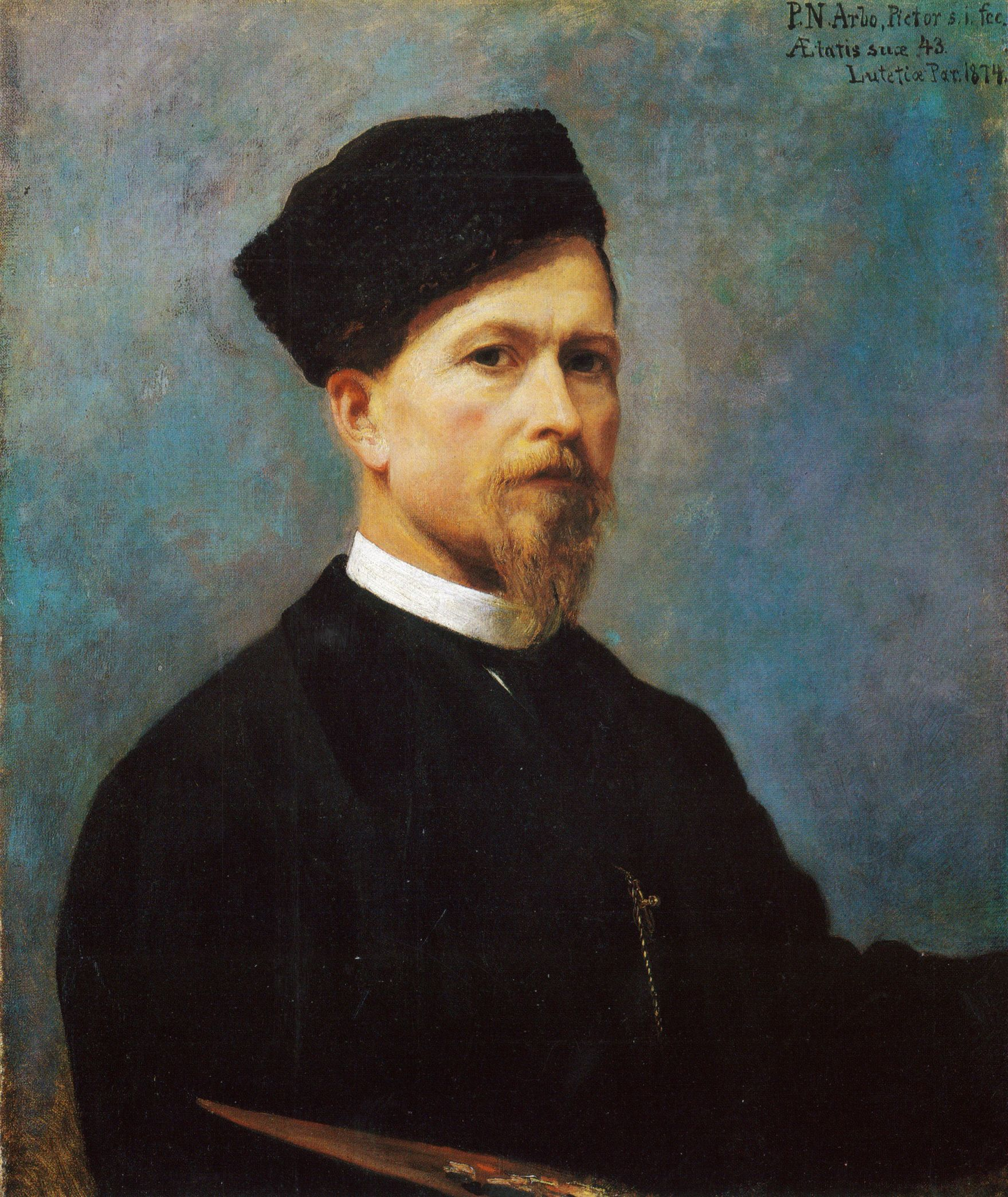
Peter Nicolai Arbo, zelfportret, 1874

Peter Nicolai Arbo (18 juni 1831 – 14 oktober 1892) was een Noorse kunstschilder die zich specialiseerde in het schilderen van taferelen uit de Noorse mythologie.
Zijn bekendste werken zijn Åsgårdsreien (1872) en Valkyrien (1865).
- Bibsys: 90242409
- Gemeinsame Normdatei: 13641754X
- International Standard Name Identifier: 0000 0000 6686 7521
- KulturNav: 2ddfc5d5-977e-4203-9e4c-fe2ea86ef189
- Library of Congress Control Number: n84087293
- RKD-Nederlands Instituut voor Kunstgeschiedenis: 2276
- Système universitaire de documentation: 105774413
- Union List of Artist Names: 500059943
- Virtual International Authority File: 30936931
- WorldCat: E39PBJth7JFhp4JWQP4T87PhHC